# Flykting-86
Flykting 86 var en direktsänd insamlingsgala i Sveriges Television (Kanal1) den 4 oktober 1986. Programmet var en final på ett årslångt insamlingsprojekt av Radiohjälpen som programleddes av körledande musikprofilen Kjell Lönnå tillsammans med operasångaren Håkan Hagegård.

## Medverkande
- Howard Jones framförde "You Know I Love You, Don't You?" och "All I Want".
- Carola Häggkvist framförde "Runaway" (skriven tillsammans med Bee Gees).
- Agnetha Fältskog och Ola Håkansson (Secret Service) framförde "The way you are" och "Fly Like the Eagle".
- Peter Cetera framförde Sverigetoppen-listettan "Glory of Love".
- Style framförde "Heaven No 7".
- Pernilla Wahlgren och Emilio Ingrosso

## Övriga gäster
- Sven Melander, Åke Cato, Pelle Berglund, Klasse Möllbergoch Helt Apropå-komedigänget.

### Fotnoter
1. ↑  ”SVT, TV1 1986-10-04”. Svensk mediedatabas. 4 oktober 1986. https://smdb.kb.se/catalog/id/001705354. Läst 24 februari 2019.